# Secret Story - Casa dos Segredos (3.ª edição)
A terceira edição do Secret Story - Casa dos Segredos em Portugal estreou em 16 de Setembro de 2012 e terminou no dia 1 de Janeiro de 2013, durante 107 dias. Foi transmitido na TVI e produzido pela Endemol Portugal.

## A Casa
A Casa  foi renovada para esta edição, novas divisões secretas fazem parte desta nova Casa dos Segredos.
- apresenta uma oliveira equipada com uma casa de pássaros com uma coluna que conta segredos aos concorrentes.
- o telefone vermelho volta em forma de lábio e encontra-se no jardim.
- o telefone da morte aparece e desaparece da casa misteriosamente na gaveta nº 42 do quarto rosa e azul.
- existe um contador num dos espelhos da casa que marca os gostos (likes) da página oficial do programa no Facebook.

- Divisões secretas da Casa dos Segredos 3:
- Sala da Verdade - Sala secreta no jardim com uma porta representada com um trovão. A sala apresenta um televisor com o olho da Voz e mesas de confronto entre concorrentes.
- Sala das pistas - Apresenta pistas de todos os segredos de todos os concorrentes. Hélio, Mara e Ana já visitaram esta sala.
- Restaurante com vista para Lisboa - Quarto secreto usado para jantares a dois, com uma janela que exibe uma paisagem da noite de Lisboa.
- Quarto Secreto - Numa expulsão falsa Tatiana passou a noite no quarto secreto onde via o que se passava na casa. Ana, Mara,Wilson e Rúben também já usaram este quarto.

## Emissão
| Programa         | Emissão                                                                 | Apresentação                                 |
| ---------------- | ----------------------------------------------------------------------- | -------------------------------------------- |
| Gala             | Domingo - 21:40–01:10                                                   | Teresa Guilherme                             |
| Nomeações        | Terça - 21:50–23:00                                                     | Teresa Guilherme                             |
| Diário           | Segunda, Quarta, Quinta, Sexta - 21:40–22:40                            | Leonor Poeiras                               |
| Diário da Tarde  | Segunda a Sexta - 18:15–18:30                                           | Iva Domingues e João Mota                    |
| Extra            | Segunda a Sexta - 00:30–02:00                                           | Iva Domingues                                |
| Diário de Sábado | Sábado - 22:00–00:00                                                    | (apenas blocos de imagens, sem apresentador) |
| Fim de Semana    | Sábado – Deixou de passar a emissão e substituído pelo Diário de Sábado | (apenas blocos de imagens, sem apresentador) |
| Directo          | Várias vezes ao longo do dia                                            | Locutores da TVI                             |
| TVI Direct       | Canal 10–Meo                                                            | (apenas imagem, sem apresentador)            |

## Concorrentes

### Alexandra
- A Alexandra vem do Porto, tem 26 anos e é DJ. É muito vaidosa, tem cuidado com o seu corpo, já praticou patinagem artística no gelo e [Hip Hop]. Fez alguns trabalhos como modelo fotográfico. É de extremos e assume-se como uma pessoa muito frontal e transparente. Quer ir para a Casa dos Segredos para amadurecer e perceber melhor os seus defeitos.[1]

Nomeações:
- Tatiana:41% Alexandra:34% Jean-Mark:17% Mara:8% (votos para expulsar)

Segredo: Somos um ex-casal (com Fábio)

### Ana
- A Ana tem 24 anos, vem de Estarreja e é técnica de eletromedicina. Gosta de cuidar da sua imagem e é viciada em ir ao cabeleireiro e à esteticista. Adora cantar em karaokes e dançar. Considera-se explosiva, impulsiva e não tem tabus. Quer ir para a Casa dos Segredos para ser famosa.[2]

Nomeações:
- Tracy: 19%; Ana: 17%; Cátia M: 16% (votos para expulsar)
- Sandra: 56%; Mara: 40%; Ana: 4% (votos para expulsar)
- Vanessa: 50,3%; Ana: 49,7% (votos para expulsar)
- Ana: 63%; Jean Mark: 37% (votos para expulsar)

Segredo: Sou bissexual

### Arnaldo
- Arnaldo tem 25 anos e vem de Lisboa. Adora moda e tudo o que implica roupa. Veste-se sempre com grande estilo e anda sempre arranjado. Pratica boxe e Kickboxing amador. Gosta de dançar e de sair à noite para discotecas africanas. É um grande romântico, mas tem um amor insubstituível: a filha de 2 anos, Fabiana. Não tem limites dentro da Casa dos Segredos, quer ganhar para poder dar à filha tudo aquilo que merece.[3]

Nomeações:
- Arnaldo: 71%; Bruno: 22%; Wilson: 7% (votos para expulsar)

Segredo: Levei um tiro

### Bruno
- O Bruno tem 22 anos e mora em Lagoa de Mira, Coimbra. É feirante e trabalha com os pais, mas gostava de vingar no mundo da moda. Adora viajar, ouvir música popular e dançar nos bailes. O Bruno faz sucesso com as mulheres e diz que elas não lhe resistem por causa do seu olhar matador. Diz que tem um doutoramento em amizades coloridas. Garante que vai «dar show» dentro da Casa.[4]

Nomeações:
- Rui: 77%; Rúben: 10%; Wilson: 8%; Bruno: 5% (votos para expulsar)
- Arnaldo: 71%; Bruno: 22%; Wilson: 6% (votos para expulsar)
- Bruno: 67%; Fábio: 18%; Wilson: 15% (votos para expulsar)

Segredo: Somos o casal escolhido pela Voz (com Jéssica)

### Cátia M
- A Cátia Marisa tem 25 anos e vem de São Mamede de Infesta. É divertida, adora cantar e dançar. Passa os dias a ouvir música romântica e é a fã nº 1 do Mickael Carreira. Não tem muita sorte com os homens. Quer ir para a Casa dos Segredos para ser famosa.[5]

Nomeações:
- Tracy: 19%; Ana: 17%; Cátia M: 16% (votos para expulsar)
- Cátia M: 81%; Petra: 19% (votos para expulsar)

Segredo: Fui mãe aos 15 anos

### Cláudio
Ver referência 
- O Cláudio, tem 25 anos e vem de Vila Nova de Gaia. Tem um mestrado em Educação Física e é personal trainer. Considera-se um homem bonito e atraente. Tem muito cuidado com o seu corpo, treina todos os dias e tem uma fixação pela cor da pele, tem que estar sempre bronzeado. Adora surf, wakeboard, snowboard, futebol e ginásio. Diz que a vida lhe apresenta jogos constantemente e quando decide entrar no jogo, nunca é para perder.

Segredo: Sobrevivi a um terramoto

### Fábio
Ver referência 
- O Fábio vive com os pais no Porto e trabalha numa sapataria. Vaidoso, adora os seus lábios e olhos, mas considera que tem uns mamilos perfeitos. É um sedutor nato, mas não se apaixona muitas vezes. De momento não tem namorada. Adora sair à noite e passar horas a ter conversas profundas. Adora jogar futebol e não passa sem ir ao ginásio. Quer entrar na Casa dos Segredos para ganhar e para abrir portas na área da representação.

Nomeações:
- Bruno: 67%; Fábio: 18%; Wilson: 15% (votos para expulsar)
- Fábio: 53%; Jean Mark 47%;

Segredo: Somos um ex-casal (com Alexandra)

### Hélio
Ver referência 
- O Hélio era cozinheiro no restaurante dos pais, mas foi despedido devido à crise. Actualmente dedica-se à organização de eventos de arte, design e multimédia. De momento não tem namorada, mas garante que consegue sempre ficar com as miúdas mais giras, mesmo sendo gordinho. Quer entrar na Casa dos Segredos e sair de casamento marcado. Gostaria de ser filósofo, se pudesse mudar de profissão.

Nomeações:
- Hélio: 85% (votos para expulsar)

Segredo: Sou um fenómeno mundial da internet

### Jean–Mark
Ver referência 
- O Jean–Mark tem 21 anos e vive em Vila Nova de Gaia com os avós, pois os pais trabalham em Moçambique. É agente de viagens estagiário. Nasceu na África do Sul e veio para Portugal com 16 anos, devido à insegurança crescente que se vivia no país. Adora a natureza e os animais, pois foi nesse ambiente que cresceu. Já teve várias amizades coloridas e assustou-se com quase todas, pois as raparigas começaram logo a falar em casamento. Encara a vida de forma muito positiva e descontraída. Está sempre em festas porque adora divertir-se e divertir os outros.

Nomeações:
- Ana: 63%; Jean-Mark: 37% (votos para expulsar)
- Nuno: 55%; Rúben: 24%; Jean-Mark: 21% (votos para expulsar)
- Fábio: 53%; Jean-Mark:47% (votos para expulsar)
- Tatiana: 41% Alexandra: 34% Jean-Mark: 17% Mara: 8% (votos para expulsar)

Segredo: Perdi a virginidade aos 12 anos

### Jéssica
Ver referência 
- A Jéssica tem 19 anos é estudante e vem de Almada. É filha única e é muito protegida pela família. É mimada e os pais chamam-na de princesa rebelde. Tem muito cuidado com a sua imagem e o que mais gosta de fazer é sair à noite, arranjar as unhas e comprar roupa. Quer participar para sair de baixo das asas dos pais.

Segredo: Somos o casal escolhido pela Voz (com Bruno)

### Mara
Ver referência 
- A Mara tem 25 anos, é madeirense e vem do Funchal. Trabalha numa empresa de observação de baleias. É tímida e reservada. Adora fotografia e um dos seus sonhos é seguir carreira como modelo fotográfico. Quer participar na Casa dos Segredos para dar um novo rumo à sua vida.

Nomeações:
- Sandra: 56%; Mara: 40%; Ana: 4% (votos para expulsar)
- Petra: 64%; Tatiana: 34%; Mara: 2%  (votos para expulsar)
- Tatiana: 41%; Alexandra: 34%; Jean-Mark: 18%; Mara: 8% (votos para expulsar)

Segredo: Tenho a minha irmã gémea na Casa (com Petra)

### Nuno
Ver referência 
- O Nuno tem 24 anos e vem de Camarate. Já jogou futebol a nível profissional, mas abandonou a carreira para trabalhar na empresa de transportes do pai, onde é uma peça fundamental, controlando todas as contas. Não tem namorada e prefere relacionamentos sem complicações. Gosta de mulheres que andem bem calçadas. É das primeiras coisas em que repara quando conhece alguém. Em 2008 foi eleito por uma marca de roupa interior o melhor rabo de Portugal. Quer entrar na Casa dos Segredos para se tornar famoso e ajudar a empresa do pai.

Nomeações:
- Nuno: 55%; Rúben: 24%; Jean Mark: 21% (votos para expulsar)

Segredo: Fui abandonado pela minha mãe no dia em que fiz 12 anos

### Petra
Ver referência 
- A Petra tem 25 anos, vem do Funchal e está a tirar o mestrado na área de ensino, em Lisboa. É vaidosa, adora comprar malas e sapatos. Tem muito cuidado com o corpo e pratica Muay Thai e outras artes marciais. Tem mau feitio quando acorda. Quer ir para a Casa dos Segredos para ajudar a família.

Nomeações:
- Cátia M: 81%; Petra: 19% (votos para expulsar)
- Daniela & Nicole: 85%; Petra: 15% (votos para expulsar)
- Joana: 84%; Petra: 10%; Tatiana: 6% (votos para expulsar)
- Petra: 64%; Tatiana: 34%; Mara: 2% (votos para expulsar)

Segredo: Tenho a minha irmã gémea na Casa (com Mara)

### Rúben
- Ver referência[14]

O Rúben tem 22 anos e vem do Porto. É militar e está a terminar a licenciatura em Serviço Social. É vaidoso e preocupa-se muito com o seu corpo. Pratica musculação e é cinturão negro de karaté. Tem o vício de brincar com os peitorais. Assume-se como ambicioso e quando joga é para ganhar. Quer participar na Casa dos Segredos para se dar a conhecer ao país.
Nomeações:
- Rui: 77%; Rúben: 10%; Wilson: 8%; Bruno: 5% (votos para expulsar)
- Nuno: 55%; Rúben: 24%; Jean Mark: 21% (votos para expulsar)

Segredo: Somos um casal verdadeiro (com Tatiana)

### Rui
- Ver referência[15]

O Rui tem 21 anos e vem da Amadora. Trabalha como caixa num supermercado mas sonha em ser modelo. Vive com a mãe e com o padrasto. O pai morreu quando tinha 3 anos, desde então a mãe enche-o de mimos. É alto, bonito e faz muito sucesso com as mulheres. Quer entrar na Casa dos Segredos para apostar numa carreira relacionada com a moda.
Nomeações:
- Rui: 77%; Rúben: 10%; Wilson: 8%; Bruno: 5% (votos para expulsar)

Segredo: Sou o segredo da Casa

### Sandra
- Ver referência[16]

A Sandra tem 22 anos e é da Lustosa, uma freguesia do concelho de Lousada. Está a tirar um curso de contabilidade. É a mais nova de sete irmãos. Espontânea e divertida, não passa despercebida. O seu maior sonho é ser actriz.
Nomeações:
- Sandra: 56%; Mara: 40%; Ana: 4% (votos para expulsar)

Segredo: Dormi na cama com os meus pais até aos 16 anos

### Tatiana
- Ver referência[17]

A Tatiana tem 19 anos, é estudante, e vive sozinha em Vila Nova de Gaia, desde que os seus pais tiveram de ir trabalhar para Angola. Adora andar de bicicleta e ir à praia. Quer participar na Casa dos Segredos para testar os seus limites e para se divertir.
Nomeações:
- Joana: 84%; Petra: 10%; Tatiana: 6% (votos para expulsar)
- Petra: 64%; Tatiana: 34%; Mara: 2%  (votos para expulsar)
- Tatiana:41%; Alexandra:34% Jean-Mark:17% Mara:8%

Segredo: Somos um casal verdadeiro (com Rúben)

### Tracy
- Ver referência[18]

A Tracy tem 18 anos e vem de Jersey, uma ilha do Reino Unido. O seu maior sonho é ser modelo profissional e é por isso que quer entrar na Casa dos Segredos. Acha-se uma rapariga bastante diferente das jovens inglesas pois é muito mais discreta e elegante. É viciada em moda e mantém-se sempre actualizada sobre as novas tendências. Cuida muito do corpo, controlando a alimentação, e faz ginásio e ioga. Quer entrar na Casa para provar a todos que não é uma rapariga snobe, mas sim uma rapariga com bom gosto.
Nomeações:
- Tracy: 19%; Ana: 17%; Cátia Marisa: 16% (votos para expulsar)

Segredo: Sou prima do Cristiano Ronaldo

### Vanessa
- Ver referência[19]

A Vanessa, tem 22 anos e vem de Viana do Castelo. É bailarina de danças orientais. É simpática, tranquila e optimista, vê sempre o lado positivo de tudo o que a rodeia. Quer participar na Casa dos Segredos para ajudar a família e para abrir portas na área da dança.
Nomeações:
- Vanessa: 50.3%; Ana: 50.2% (votos para expulsar)

Segredo:  Fui vítima de trabalho infantil

### Wilson
- Ver referência[20]

O Wilson, tem 25 anos e vive em Lisboa. É treinador de futebol e jogador de poker profissional. Gosta de música e cinema. Só teve uma namorada na vida, mas muitos casos de uma noite. Considera o mais difícil fazer uma mulher sorrir e, a partir daí, tudo flui. Assume-se como um líder e um jogador. Adora desafios e a Casa dos Segredos vai ser o seu maior desafio. O seu objectivo é ganhar.
Nomeações:
- Rui: 77%; Rúben: 10%; Wilson: 8%; Bruno: 5% (votos para expulsar)
- Arnaldo: 71%; Bruno: 22%; Wilson: 6% (votos para expulsar)
- Bruno: 67%; Fábio: 18%; Wilson: 15% (votos para expulsar)

Segredo: Estive um mês em coma

## Entradas & eliminações
Tabela de entradas e eliminações
| Classificação | Classificação | Classificação         | Classificação          | Classificação          | Classificação | Classificação |
| #             | Concorrente   | Origem                | Entrada                | Saída                  | Nomeações     | Total votos   |
| ------------- | ------------- | --------------------- | ---------------------- | ---------------------- | ------------- | ------------- |
| 1             | Rúben         | Porto                 | 16 de Setembro de 2012 | 1 de Janeiro de 2013   | 2             | 14            |
| 2             | Mara          | Funchal               | 16 de Setembro de 2012 | 1 de Janeiro de 2013   | 4             | 18            |
| 3             | Jean Mark     | África do Sul         | 16 de Setembro de 2012 | 1 de Janeiro de 2013   | 4             | 20            |
| 4             | Cláudio       | Vila Nova de Gaia     | 16 de Setembro de 2012 | 1 de Janeiro de 2013   | 2             | 18            |
| 5             | Jéssica       | Almada                | 16 de Setembro de 2012 | 1 de Janeiro de 2013   | 1             | 7             |
| 6             | Alexandra     | Porto                 | 16 de Setembro de 2012 | 23 de Dezembro de 2012 | 2             | 18            |
| 7             | Tatiana       | Vila Nova de Gaia     | 16 de Setembro de 2012 | 23 de Dezembro de 2012 | 4             | 16            |
| 8             | Fábio         | Porto                 | 16 de Setembro de 2012 | 16 de Dezembro de 2012 | 2             | 15            |
| 9             | Petra         | Funchal               | 16 de Setembro de 2012 | 9 de Dezembro de 2012  | 5             | 16            |
| 10            | Nuno          | Camarate              | 16 de Setembro de 2012 | 2 de Dezembro de 2012  | 1             | 6             |
| 11            | Ana           | Estarreja             | 16 de Setembro de 2012 | 26 de Novembro de 2012 | 4             | 13            |
| 12            | Vanessa       | Alemanha              | 16 de Setembro de 2012 | 18 de Novembro de 2012 | 2             | 4             |
| 13            | Hélio         | Caldas da Rainha      | 16 de Setembro de 2012 | 11 de Novembro de 2012 | 1             | 8             |
| 14            | Wilson        | Lisboa                | 16 de Setembro de 2012 | 8 de Novembro de 2012  | 4             | 22            |
| 15            | Sandra        | Lousada               | 16 de Setembro de 2012 | 4 de Novembro de 2012  | 2             | 7             |
| 16            | Bruno         | Coimbra               | 16 de Setembro de 2012 | 28 de Outubro de 2012  | 3             | 20            |
| 17            | Joana         | Maia                  | 16 de Setembro de 2012 | 21 de Outubro de 2012  | 2             | 13            |
| 18            | Arnaldo       | Lisboa                | 16 de Setembro de 2012 | 14 de Outubro de 2012  | 1             | 9             |
| 19            | Daniela       | Rio Tinto             | 16 de Setembro de 2012 | 7 de Outubro de 2012   | 2             | 0             |
| 19            | Nicole        | Rio Tinto             | 16 de Setembro de 2012 | 7 de Outubro de 2012   | 2             | 1             |
| 20            | Rui           | Amadora               | 16 de Setembro de 2012 | 1 de Outubro de 2012   | 1             | 6             |
| 21            | Cátia Marisa  | São Mamede de Infesta | 16 de Setembro de 2012 | 24 de Setembro de 2012 | 2             | 5             |
| 22            | Tracy         | Jersey, Reino Unido   | 16 de Setembro de 2012 | 18 de Setembro de 2012 | 1             | 0             |

Legenda
|  |               |
|  | Vencedor      |
|  | Vice-vencedor |
|  | Eliminado/a   |
|  | Expulso/a     |
|  | Finalista     |

## Nomeações
A cada semana, os concorrentes nomeiam por sexo, alternando a cada semana. Em cada semana, cada concorrente apto a nomear, apenas pode nomear 2 ou 3 pessoas, dependendo da decisão da Voz.
|              | Sem 1                                 | Sem 1               | Sem 2                                                      | Sem 3                          | Sem 4                                   | Sem 5                                    | Sem 6                                    | Sem 7                               | Sem 8               | Sem 8                          | Sem 9                   | Sem 10               | Sem 11                                   | Sem 12                                  | Sem 13               | Sem 14                                        | Sem 15                                   | Sem 15                                   | Votos recebidos |  |
| Dia 1        | Dia 3                                 | Dia 52              | Sem 2                                                      | Sem 3                          | Sem 4                                   | Sem 5                                    | Sem 6                                    | Sem 7                               | Dia 55              |                                | Sem 9                   | Sem 10               | Sem 11                                   | Sem 12                                  | Sem 13               | Sem 14                                        | Sem 15                                   | Sem 15                                   | Votos recebidos |  |
| ------------ | ------------------------------------- | ------------------- | ---------------------------------------------------------- | ------------------------------ | --------------------------------------- | ---------------------------------------- | ---------------------------------------- | ----------------------------------- | ------------------- | ------------------------------ | ----------------------- | -------------------- | ---------------------------------------- | --------------------------------------- | -------------------- | --------------------------------------------- | ---------------------------------------- | ---------------------------------------- | --------------- |  |
| Rúben        | Casa dos Segredos                     | Jéssica Petra       | Nomeado                                                    | Sem nomeações ou votos         | Não Elegível                            | Joana Mara Ana                           | Não Elegível                             | Mara Petra                          | Imune               | Sem Nomeações                  | Ana Vanessa             | Jean M Ana           | Nomeado                                  | Petra Alexandra Mara                    | Imune                | Alexandra Mara Jean M Jéssica                 | Vencedor (Dia 107)                       | Vencedor (Dia 107)                       | 14              |  |
| Mara         | Nomeada                               | Não Elegível        | Bruno Rúben Wilson                                         | Joana Sandra                   | Bruno Arnaldo                           | Não Elegível                             | Bruno Wilson Cláudio                     | Nomeada                             | Hélio Cláudio       | Sem Nomeações                  | Não Elegível            | Não Elegível         | Cláudio                                  | Nomeada                                 | Cláudio Jean M       | Cláudio Tatiana Rúben                         | 2º Lugar (Dia 107)                       | 2º Lugar (Dia 107)                       | 18              |  |
| Jean Mark    | Casa dos Segredos                     | Joana Sandra        | Não Elegível                                               | Sem nomeações ou votos         | Não Elegível                            | Alexandra Tatiana Petra                  | Não Elegível                             | Mara Petra                          | Não Elegível        | Sem Nomeações                  | Alexandra               | Rúben Tatiana        | Nomeado                                  | Tatiana Alexandra Jéssica               | Nomeado              | Tatiana Cláudio Jéssica                       | 3º Lugar (Dia 107)                       | 3º Lugar (Dia 107)                       | 21              |  |
| Cláudio      | Casa dos Segredos                     | Ana Nicole          | Não Elegível                                               | Sem nomeações ou votos         | Não Elegível                            | Joana Mara Ana                           | Não Elegível                             | Mara Sandra                         | Não Elegível        | Sem Nomeações                  | Ana Mara                | Jean M Mara          | Não Elegível                             | Mara Alexandra Petra                    | Não Elegível         | Mara Tatiana Jean M                           | 4º Lugar (Dia 107)                       | 4º Lugar (Dia 107)                       | 18              |  |
| Jéssica      | Nomeada                               | Não Elegível        | Bruno Fábio Jean M                                         | Sandra Petra                   | Bruno Jean M                            | Não Elegível                             | Wilson Jean M Bruno                      | Não Elegível                        | Wilson Nuno         | Sem Nomeações                  | Não Elegível            | Não Elegível         | Jean M Nuno                              | Não Elegível                            | Jean M Fábio         | Alexandra Jean M Mara Rúben                   | 5º Lugar (Dia 107)                       | 5º Lugar (Dia 107)                       | 7               |  |
| Alexandra    | Nomeada                               | Não Elegível        | Bruno Arnaldo Jean M                                       | Mara Ana                       | Bruno Arnaldo                           | Não Elegível                             | Fábio Bruno Jean M                       | Imune                               | Hélio Jean M        | Sem Nomeações                  | Não Elegível            | Não Elegível         | Jean M Rúben                             | Não Elegível                            | Fábio Cláudio        | Jéssica Tatiana Rúben                         | Eliminada (Dia 99)                       | Eliminada (Dia 99)                       | 18              |  |
| Tatiana      | Nomeada                               | Não Elegível        | Bruno Arnaldo Fábio                                        | Ana Joana                      | Bruno Arnaldo                           | Nomeada                                  | Bruno Fábio Jean M                       | Não Elegível                        | Fábio Wilson        | Sem Nomeações                  | Não Elegível            | Não Elegível         | Jean M Nuno                              | Nomeada                                 | Jean M Fábio         | Alexandra Mara Jean M Cláudio                 | Eliminada (Dia 99)                       | Eliminada (Dia 99)                       | 17              |  |
| Fábio        | Casa dos Segredos                     | Cátia Petra         | Não Elegível                                               | Sem nomeações ou votos         | Não Elegível                            | Petra Tatiana Alexandra                  | Nomeado                                  | Tatiana Vanessa                     | Não Elegível        | Sem Nomeações                  | Vanessa                 | Nuno Ana             | Não Elegível                             | Tatiana Alexandra Petra                 | Nomeado              | Eliminado (Dia 92)                            | Eliminado (Dia 92)                       | Eliminado (Dia 92)                       | 15              |  |
| Petra        | Nomeada                               | Nomeada             | Bruno Arnaldo Fábio                                        | Joana Ana                      | Bruno Arnaldo                           | Nomeada                                  | Bruno Fábio Hélio                        | Não Elegível                        | Hélio Jean M        | Sem Nomeações                  | Imune                   | Não Elegível         | Rúben                                    | Nomeada                                 | Eliminada (Dia 85)   | Eliminada (Dia 85)                            | Eliminada (Dia 85)                       | Eliminada (Dia 85)                       | 19              |  |
| Nuno         | Casa dos Segredos                     | Joana Cátia         | Não Elegível                                               | Joana                          | Não Elegível                            | Sandra Petra Joana                       | Não Elegível                             | Ana                                 | Não Elegível        | Sem Nomeações                  | Alexandra               | Rúben Tatiana        | Nomeado                                  | Eliminado (Dia 78)                      | Eliminado (Dia 78)   | Eliminado (Dia 78)                            | Eliminado (Dia 78)                       | Eliminado (Dia 78)                       | 6               |  |
| Ana          | Nomeada                               | Não Elegível        | Wilson Rúben Cláudio                                       | Petra Alexandra                | Rúben Fábio                             | Não Elegível                             | Cláudio Wilson Fábio                     | Nomeada pela Voz                    | Wilson Cláudio      | Sem Nomeações                  | Nomeada                 | Nomeada              | Eliminada (Dia 71)                       | Eliminada (Dia 71)                      | Eliminada (Dia 71)   | Eliminada (Dia 71)                            | Eliminada (Dia 71)                       | Eliminada (Dia 71)                       | 13              |  |
| Vanessa      | Nomeada                               | Não Elegível        | Bruno Arnaldo Fábio                                        | Tatiana Alexandra              | Bruno Hélio                             | Não Elegível                             | Bruno Hélio Fábio                        | Não Elegível                        | Wilson Fábio        | Sem Nomeações                  | Nomeada                 | Eliminada (Dia 64)   | Eliminada (Dia 64)                       | Eliminada (Dia 64)                      | Eliminada (Dia 64)   | Eliminada (Dia 64)                            | Eliminada (Dia 64)                       | Eliminada (Dia 64)                       | 4               |  |
| Hélio        | Casa dos Segredos                     | Joana Tatiana       | Não Elegível                                               | Sem nomeações ou votos         | Não Elegível                            | Joana Alexandra Sandra                   | Não Elegível                             | Petra Mara                          | Nomeado             | Nomeado                        | Eliminado (Dia 57)      | Eliminado (Dia 57)   | Eliminado (Dia 57)                       | Eliminado (Dia 57)                      | Eliminado (Dia 57)   | Eliminado (Dia 57)                            | Eliminado (Dia 57)                       | Eliminado (Dia 57)                       | 8               |  |
| Wilson       | Casa dos Segredos                     | Tatiana Joana       | Nomeado                                                    | Sem nomeações ou votos         | Nomeado                                 | Joana Ana Mara                           | Nomeado                                  | Sandra Jéssica                      | Nomeado             | Expulso (Dia 54)               | Expulso (Dia 54)        | Expulso (Dia 54)     | Expulso (Dia 54)                         | Expulso (Dia 54)                        | Expulso (Dia 54)     | Expulso (Dia 54)                              | Expulso (Dia 54)                         | Expulso (Dia 54)                         | 22              |  |
| Sandra       | Nomeada                               | Não Elegível        | Wilson Rúben Cláudio                                       | Petra Alexandra                | Hélio Nuno                              | Não Elegível                             | Wilson Nuno Cláudio                      | Nomeada                             | Eliminada (Dia 50)  | Eliminada (Dia 50)             | Eliminada (Dia 50)      | Eliminada (Dia 50)   | Eliminada (Dia 50)                       | Eliminada (Dia 50)                      | Eliminada (Dia 50)   | Eliminada (Dia 50)                            | Eliminada (Dia 50)                       | Eliminada (Dia 50)                       | 7               |  |
| Bruno        | Casa dos Segredos                     | Cátia Petra         | Nomeado                                                    | Sem nomeações ou votos         | Nomeado                                 | Petra Alexandra Tatiana                  | Nomeado                                  | Eliminado (Dia 43)                  | Eliminado (Dia 43)  | Eliminado (Dia 43)             | Eliminado (Dia 43)      | Eliminado (Dia 43)   | Eliminado (Dia 43)                       | Eliminado (Dia 43)                      | Eliminado (Dia 43)   | Eliminado (Dia 43)                            | Eliminado (Dia 43)                       | Eliminado (Dia 43)                       | 20              |  |
| Joana        | Nomeada                               | Não Elegível        | Wilson Rúben Cláudio                                       | Petra Mara                     | Cláudio Hélio                           | Nomeada                                  | Eliminada (Dia 36)                       | Eliminada (Dia 36)                  | Eliminada (Dia 36)  | Eliminada (Dia 36)             | Eliminada (Dia 36)      | Eliminada (Dia 36)   | Eliminada (Dia 36)                       | Eliminada (Dia 36)                      | Eliminada (Dia 36)   | Eliminada (Dia 36)                            | Eliminada (Dia 36)                       | Eliminada (Dia 36)                       | 13              |  |
| Arnaldo      | Casa dos Segredos                     | Petra Cátia         | Não Elegível                                               | Sem nomeações ou votos         | Nomeado                                 | Eliminado (Dia 29)                       | Eliminado (Dia 29)                       | Eliminado (Dia 29)                  | Eliminado (Dia 29)  | Eliminado (Dia 29)             | Eliminado (Dia 29)      | Eliminado (Dia 29)   | Eliminado (Dia 29)                       | Eliminado (Dia 29)                      | Eliminado (Dia 29)   | Eliminado (Dia 29)                            | Eliminado (Dia 29)                       | Eliminado (Dia 29)                       | 9               |  |
| Daniela      | Nomeadas                              | Não Elegível        | Cláudio Rúben Wilson                                       | Nomeadas pela Voz              | Eliminadas (Dia 22)                     | Eliminadas (Dia 22)                      | Eliminadas (Dia 22)                      | Eliminadas (Dia 22)                 | Eliminadas (Dia 22) | Eliminadas (Dia 22)            | Eliminadas (Dia 22)     | Eliminadas (Dia 22)  | Eliminadas (Dia 22)                      | Eliminadas (Dia 22)                     | Eliminadas (Dia 22)  | Eliminadas (Dia 22)                           | Eliminadas (Dia 22)                      | Eliminadas (Dia 22)                      | 0               |  |
| Nicole       | Nomeadas                              | Não Elegível        | Cláudio Rúben Wilson                                       | Nomeadas pela Voz              | Eliminadas (Dia 22)                     | Eliminadas (Dia 22)                      | Eliminadas (Dia 22)                      | Eliminadas (Dia 22)                 | Eliminadas (Dia 22) | Eliminadas (Dia 22)            | Eliminadas (Dia 22)     | Eliminadas (Dia 22)  | Eliminadas (Dia 22)                      | Eliminadas (Dia 22)                     | Eliminadas (Dia 22)  | Eliminadas (Dia 22)                           | Eliminadas (Dia 22)                      | Eliminadas (Dia 22)                      | 1               |  |
| Rui          | Casa dos Segredos                     | Cátia Petra         | Nomeado                                                    | Eliminado (Dia 15)             | Eliminado (Dia 15)                      | Eliminado (Dia 15)                       | Eliminado (Dia 15)                       | Eliminado (Dia 15)                  | Eliminado (Dia 15)  | Eliminado (Dia 15)             | Eliminado (Dia 15)      | Eliminado (Dia 15)   | Eliminado (Dia 15)                       | Eliminado (Dia 15)                      | Eliminado (Dia 15)   | Eliminado (Dia 15)                            | Eliminado (Dia 15)                       | Eliminado (Dia 15)                       | 6               |  |
| Cátia        | Nomeada                               | Nomeada             | Eliminada (Dia 8)                                          | Eliminada (Dia 8)              | Eliminada (Dia 8)                       | Eliminada (Dia 8)                        | Eliminada (Dia 8)                        | Eliminada (Dia 8)                   | Eliminada (Dia 8)   | Eliminada (Dia 8)              | Eliminada (Dia 8)       | Eliminada (Dia 8)    | Eliminada (Dia 8)                        | Eliminada (Dia 8)                       | Eliminada (Dia 8)    | Eliminada (Dia 8)                             | Eliminada (Dia 8)                        | Eliminada (Dia 8)                        | 5               |  |
| Tracy        | Nomeada                               | Eliminada (Dia 3)   | Eliminada (Dia 3)                                          | Eliminada (Dia 3)              | Eliminada (Dia 3)                       | Eliminada (Dia 3)                        | Eliminada (Dia 3)                        | Eliminada (Dia 3)                   | Eliminada (Dia 3)   | Eliminada (Dia 3)              | Eliminada (Dia 3)       | Eliminada (Dia 3)    | Eliminada (Dia 3)                        | Eliminada (Dia 3)                       | Eliminada (Dia 3)    | Eliminada (Dia 3)                             | Eliminada (Dia 3)                        | Eliminada (Dia 3)                        | 0               |  |
|              |                                       |                     |                                                            |                                |                                         |                                          |                                          |                                     |                     |                                |                         |                      |                                          |                                         |                      |                                               |                                          |                                          |                 |  |
| Notas        | 1                                     | 2                   | 3,4                                                        | 5                              | 6,7                                     | 8,9                                      | 10                                       | 11,12                               | 13,14,15            | 13,14,15                       | 16                      | 17,18                | 19                                       | 20                                      | 21                   | 22                                            | 23                                       | 23                                       |                 |  |
| Expulsos     | ---                                   | ---                 | ---                                                        | ---                            | ---                                     | ---                                      | ---                                      | ---                                 | ---                 | Wilson                         | ---                     | ---                  | ---                                      | ---                                     | ---                  | ---                                           | ---                                      | ---                                      |                 |  |
| Desistências | ---                                   | ---                 | ---                                                        | ---                            | ---                                     | ---                                      | ---                                      | ---                                 | ---                 | ---                            | ---                     | ---                  | ---                                      | ---                                     | ---                  | ---                                           | ---                                      | ---                                      |                 |  |
| Nomeados     | Todas as raparigas                    | Cátia, Petra        | Bruno, Rúben, Rui, Wilson                                  | Daniela & Nicole, Petra        | Arnaldo, Bruno, Wilson                  | Joana, Petra, Tatiana                    | Bruno, Fábio, Wilson                     | Ana, Mara, Sandra                   | Hélio, Wilson       | Hélio                          | Ana, Vanessa            | Ana, Jean M          | Jean M, Nuno, Rúben                      | Mara, Petra, Tatiana                    | Fábio, Jean M        | Alexandra, Jean M Mara Tatiana                | Cláudio, Jéssica, Rúben, Mara, Jean Mark | Cláudio, Jéssica, Rúben, Mara, Jean Mark |                 |  |
| Eliminado    | Tracy 19% dos votos                   | Cátia 81% dos votos | Rui 77% dos votos                                          | Daniela & Nicole 85% dos votos | Arnaldo 71% dos votos                   | Joana 84% dos votos                      | Bruno 67% dos votos                      | Sandra 56% dos votos                | Expulsão Cancelada  | Hélio 85% dos votos para sair  | Vanessa 50,3% dos votos | Ana 63% dos votos    | Nuno 55% dos votos                       | Petra 64% dos votos                     | Fábio 53% dos votos  | Tatiana 41% dos votos Alexandra 34% dos votos | Jéssica 5% dos votos                     | Cláudio 10% dos votos                    |                 |  |
| Eliminado    | Tracy 19% dos votos                   | Cátia 81% dos votos | Rui 77% dos votos                                          | Daniela & Nicole 85% dos votos | Arnaldo 71% dos votos                   | Joana 84% dos votos                      | Bruno 67% dos votos                      | Sandra 56% dos votos                | Expulsão Cancelada  | Hélio 85% dos votos para sair  | Vanessa 50,3% dos votos | Ana 63% dos votos    | Nuno 55% dos votos                       | Petra 64% dos votos                     | Fábio 53% dos votos  | Tatiana 41% dos votos Alexandra 34% dos votos | Jean M 23% dos votos                     | Mara 27% dos votos                       |                 |  |
| Salvos       | Ana 17% dos votos Cátia 16% dos votos | Petra 19% dos votos | Rúben 10% dos votos Wilson 8% dos votos Bruno 5% dos votos | Petra 15% dos votos            | Bruno 22% dos votos Wilson 7% dos votos | Petra 10% dos votos Tatiana 6% dos votos | Fábio 18% dos votos Wilson 15% dos votos | Mara 40% dos votos Ana 4% dos votos | Expulsão Cancelada  | Hélio 15% dos votos para ficar | Ana 49,7% dos votos     | Jean M 37% dos votos | Rúben 24% dos votos Jean M 21% dos votos | Tatiana 34% dos votos Mara 2% dos votos | Jean M 47% dos votos | Jean M 17% dos votos Mara 8% dos votos        | Rúben 35% dos votos                      | Rúben 35% dos votos                      |                 |  |

Legenda
     Nomeado/a
     Salvo/a por uma nomeação do sexo oposto
     Não elegível nas nomeações
- Nota 0: Contam também os votos das ardósias.

## Nomeações: resultados
| Semana            | Nomeações                                                                   | Votos dos portugueses                                                   | Expulsão               |
| ----------------- | --------------------------------------------------------------------------- | ----------------------------------------------------------------------- | ---------------------- |
| Dia 3             | Todas as raparigas                                                          | Cátia Marisa (16%), Ana (17%), Tracy (19%) 1                            | Tracy                  |
| Semana 1          | Cátia Marisa (5 Votos), Petra (5 Votos)                                     | Cátia Marisa (81%), Petra (19%)                                         | Cátia Marisa           |
| Semana 2          | Rui (6 Votos), Bruno (6 Votos), Rúben (5 Votos), Wilson (5 Votos)           | Rui (77%), Rúben (10%), Wilson (8%) Bruno (5%),                         | Rui                    |
| Semana 3          | Daniela e Nicole (VOZ), Petra (4 Votos)                                     | Daniela e Nicole (85%), Petra (15%)                                     | Daniela e Nicole       |
| Semana 4          | Wilson (5 Votos), Bruno (6 Votos), Arnaldo (4 Votos)                        | Arnaldo (71%), Bruno (22%), Wilson (7%)                                 | Arnaldo                |
| Semana 5          | Joana (5 Votos), Petra (4 Votos), Tatiana (3 Votos)                         | Joana (84%), Petra (10%), Tatiana (6%)                                  | Joana                  |
| Semana 6          | Bruno (6 Votos), Fábio (5 Votos), Wilson (4 Votos)                          | Bruno (67%), Fábio (18%), Wilson (15%)                                  | Bruno                  |
| Semana 7          | Ana (VOZ) , Mara (4 Votos), Sandra (2 Votos)                                | Sandra (56%) , Mara (40%) , Ana (4%)                                    | Sandra                 |
| Semana 8          | Wilson (4 Votos), Hélio (3 Votos)                                           | Hélio (85%)3                                                            | Wilson (VOZ) e Hélio 2 |
| Semana 9          | Ana (3 Votos), Vanessa (3 Votos)                                            | Ana (49,7%), Vanessa (50,3%)                                            | Vanessa                |
| Semana 10         | Jean Mark (3 Votos), Ana (3 Votos)                                          | Jean Mark (37%), Ana (63%)                                              | Ana                    |
| Semana 11         | Jean Mark (3 Votos), Nuno (2 Votos), Rúben (2 Votos)                        | Jean Mark (21%), Nuno (55%), Rúben (24%)                                | Nuno                   |
| Semana 12         | Petra (3 Votos), Mara (2 Votos), Tatiana (2 Votos)                          | Petra (64%), Mara (2%), Tatiana (34%)                                   | Petra                  |
| Semana 13         | Jean Mark (3 Votos), Fábio (3 Votos)                                        | Jean Mark (47%), Fábio (53%)                                            | Fábio                  |
| Semana 14         | Alexandra (3 Votos), Tatiana (4 Votos), Jean Mark (4 Votos), Mara (4 Votos) | Alexandra (34%), Tatiana (41%), Jean Mark (17%), Mara (8%)              | Alexandra e Tatiana    |
| Semana 15 (Final) | Jéssica, Rúben, Cláudio, Jean Mark, Mara                                    | Jéssica (5%) , Rúben (35%) , Cláudio (10%) ,Jean Mark (23%), Mara (27%) | Finalistas             |

Nota 1: Foi expulsa numa noite de nomeações, no dia 3, as menos votadas pelos portugueses foram a Petra, Mara, Daniela, Nicole e Jéssica.

Nota 2: Wilson foi directamente expulso pela VOZ no dia 53 devido a uma agressão física a Hélio.

Nota 3: Após a expulsão de Wilson, Hélio foi submetido ao voto dos portugueses para decidirem se permanecia ou não na Casa.

### Semana 1
- Segredos:
  - Revelados na Gala de Estreia:
    - Hélio (Sou um fenómeno mundial na internet)
    - Alexandra e Fábio (Somos um ex-casal)
    - Bruno e Jéssica (Somos o casal escolhido pela Voz)
    - Rúben e Tatiana (Somos um casal verdadeiro)
    - Daniela e Nicole (Somos cúmplices da Voz)

  - Revelados no Você na TV! de 19 de Setembro:
    - Tracy (Sou prima do Cristiano Ronaldo)

  - Revelados na Casa:
    - Hélio (Sou um fenómeno mundial na internet), por Fábio
    - Alexandra e Fábio (Somos um ex-casal), por Arnaldo

  - Revelados na 2ª Gala:
    - Mara e Petra (Tenho uma irmã gémea na casa)
    - Cátia Marisa (Fui mãe aos 15 anos)
- Nomeações:
  - Nomeadas: Cátia Marisa (5 Votos), Petra (5 Votos)
  - Outras Raparigas: Joana (4 Votos), Tatiana (2 Votos), Ana, Jéssica, Nicole e Sandra (1 Voto), Alexandra, Daniela, Mara e Vanessa (0 Votos)
- Expulsões:
  - Dia 3:
    - Tracy: 19% (para expulsar)

  - Dia 7:
    - Cátia Marisa: 81% (para expulsar)
- Salvos:
  - Dia 3:
    - Ana: 17% (para expulsar)
    - Cátia Marisa: 16% (para expulsar)

  - Dia 7:
    - Petra: 19% (para expulsar)

### Semana 2
- Segredos:
  - Revelados na Casa:
    - Rúben e Tatiana (Somos um casal verdadeiro), por Ana
    - Bruno e Jéssica (Somos um casal escolhido pela Voz), por Wilson

  - Revelados na 3ª Gala:
    - Rui (Sou o segredo da casa)
- Nomeações:
  - Nomeados: Rui (6 Votos), Bruno (6 Votos), Rúben e Wilson (5 Votos)
  - Outros Rapazes: Arnaldo, Cláudio e Fábio (4 Votos), Jean Mark (2 Votos), Hélio e Nuno (0 Votos)
- Expulsões:
  - Rui: 77% (para expulsar)
- Salvos:
  - Rúben: 10% (para expulsar)
  - Wilson: 8% (para expulsar)
  - Bruno: 5% (para expulsar)

### Semana 3
- Segredos:
  - Revelados na Casa:
    - Daniela e Nicole (Somos cúmplices da Voz), por Ana

  - Revelados na 4ª Gala:
    - Nuno (Fui abandonado pela minha mãe no dia em que fiz 12 anos)
- Nomeações:
  - Nomeadas: Daniela e Nicole (VOZ), Petra (4 Votos)
  - Outras Raparigas: Joana (4 Votos, salva pela Daniela e Nicole), Alexandra e Ana (3 Votos), Mara e Sandra (2 Votos), Tatiana (1 Voto), Jéssica e Vanessa (0 Votos)
- Expulsões:
  - Daniela e Nicole: 85% (para expulsar)
- Salvos:
  - Petra: 15% (para expulsar)

### Semana 4
- Segredos:
  - Revelados na 5ª Gala:
    - Arnaldo (Levei um tiro)
- Nomeações:
  - Nomeados: Wilson (5 Votos), Bruno (6 Votos), Arnaldo (4 Votos)
  - Outros Rapazes: Hélio (3 Votos), Rubén, Fábio, Nuno, Jean Mark e Cláudio (1 Voto)
- Expulsões:
  - Arnaldo: 71% (para expulsar)
- Salvos:
  - Bruno: 22% (para expulsar)
  - Wilson: 7% (para expulsar)

### Semana 5
- Segredos:
  - Revelados na 6ª Gala:
    - Joana (Fui sequestrada numa prisão na Venezuela)
- Nomeações:
  - Nomeados: Joana (5 Votos), Petra (4 Votos), Tatiana (3 Votos)
  - Outras Raparigas: Alexandra (4 Votos), Mara, Ana (3 Votos), Sandra (2 Votos), Vanessa, Jessica (0 Votos)
- Expulsões:
  - Joana: 84% (para expulsar)
- Salvos:
  - Petra: 10% (para expulsar)
  - Tatiana: 6% (para expulsar)

### Semana 6
- Segredos:
  - Revelados na Casa:
    - Ana (Sou bissexual), por Mara
- Nomeações:
  - Nomeados: Bruno (6 Votos), Fábio (5 Votos), Wilson (4 Votos)
  - Outros Rapazes: Cláudio, Jean M (3 Votos), Hélio (2 Votos), Nuno(1 Voto), Rúben (0 Votos)
- Expulsões:
  - Bruno: 67% (para expulsar)
- Salvos:
  - Fábio: 18% (para expulsar)
  - Wilson: 15% (para expulsar)

### Semana 7
- Segredos:
  - Revelados na 8ª Gala:
    - Sandra (Dormi na cama com os meus pais até aos 16 anos)
- Nomeações:
  - Nomeadas: Ana(VOZ), Mara(4 Votos), Sandra(2 Votos)
  - Outras Raparigas: Petra (3 Votos), Jéssica, Tatiana e Vanessa(1 Voto)
- Expulsões:
  - Sandra: 56% (para expulsar)
- Salvos:
  - Mara: 40% (para expulsar)
  - Ana: 4% (para expulsar)

### Semana 8
- Segredos:
  - Revelados na 9ª Gala:
    - Wilson (Estive um mês em coma)
- Nomeações:
  - Nomeados: Wilson (4 Votos), Hélio  (3 Votos)
  - Outros Rapazes: Claúdio, Jean Mark e Fábio (2 Votos), Nuno (1 Voto)
- Expulsões:
  - Wilson: Expulso pela VOZ
  - Hélio: 85% (para expulsar)

### Semana 9
- Segredos:
  - Revelados na 10ª Gala:
    - Vanessa (Fui vítima de trabalho infantil)
- Nomeações:
  - Nomeadas: Ana (3 Votos), Vanessa  (2 Votos)
  - Outras Raparigas: Alexandra (2 Votos), Mara (1 Voto), Tatiana e Jéssica (0 Votos),
- Expulsões:
  - Vanessa: 50,3% (para expulsar)
- Salvos:
  - Ana: 49,7% (para expulsar)

### Semana 10
- Segredos:
  - Nenhum segredo foi revelado na 11ª gala nem na 10ª semana na casa.
- Nomeações:
  - Nomeados: Jean Mark  (3 Votos), Ana (3 Votos)
  - Outros: Tatiana e Ruben (2 Votos), Mara e Nuno (1 Voto)
- Expulsões:
  - Ana: 63% (para expulsar)
- Salvos:
  - Jean Mark: 37% (para expulsar)

### Semana 11
- Segredos:
  - Revelados na Casa:
    - Mara e Petra (Tenho uma irmã gémea na Casa), por Nuno

  - Revelados na 12ª Gala:
    - Jean Mark (Perdi a virgindade aos 12 anos)
- Nomeações:
  - Nomeados: Jean Mark (3 Votos), Nuno (2 Votos), Rúben (2 Votos)
  - Outros: Cláudio (1 Voto)
- Expulsões:
  - Nuno (55%)
- Salvos:
  - Jean Mark (21%)
  - Rúben (24%)

### Semana 12
- Segredos:
  - Nenhum segredo foi revelado na 13ª gala nem na 12ª semana na casa.
- Nomeações:
  - Nomeadas: Petra (3 Votos), Mara (2 Votos), Tatiana (2 Votos)
  - Outros: Jéssica (1 Voto)
- Expulsões:
  - Petra (64%)
- Salvas:
  - Mara (2%)
  - Tatiana (34%)

### Semana 13
- Segredos:
  - Nenhum segredo foi revelado na 14ª gala nem na 13ª semana na casa.
- Nomeações:
  - Nomeados: Jean Mark (3 Votos), Fábio (3 Votos)
  - Outros: Cláudio (1 Voto)
- Expulsões:
  - Fábio (53%)
- Salvo:
  - Jean Mark (47%)

### Semana 14
- Segredos:
  - Revelados na Casa:
    - Cláudio (Sobrevivi a um terramoto), por Jéssica

  - Revelados na 15ª Gala:
    - Todos os segredos estão finalmente revelados
- Nomeações:
  - Nomeados: Alexandra (3 Votos), Tatiana (4 Votos), Jean Mark (4 Votos), Mara (4 Votos)
  - Outros: Cláudio (3 Votos), Rúben (3 Votos), Jéssica (2 Votos)
- Expulsões:
  - Alexandra (34%)
  - Tatiana (41%)
- Salvos:
  - Jean Mark (17%)
  - Mara (8%)

### Semana 15
- Segredos:
- Nomeações:
  - Nomeados para vencer a Casa dos Segredos 3: Jéssica  , Rúben  , Cláudio  , Jean Mark , Mara
- Expulsões:
  - Jéssica (5%)
  - Cláudio (10%)
  - Jean Mark (23%)
  - Mara (27%)
  - Rubén (35%)
- Salvos:
  - Não há salvos, visto que ninguém vai ficar na casa.

## Segredos
| Segredo                                                   | Concorrente            | Quem descobriu  | Dia na Casa     |
| --------------------------------------------------------- | ---------------------- | --------------- | --------------- |
| Estive sequestrado/a numa prisão na Venezuela             | Joana 1                | ............... | ............... |
| Sou bissexual                                             | Ana 3                  | Mara            | Dia 40          |
| Sou primo/a do Cristiano Ronaldo                          | Tracy 1                | ............... | ............... |
| Sou um fenómeno mundial da internet                       | Hélio 2, 3             | Fábio           | Dia 5           |
| Estive um mês em coma                                     | Wilson 2               | ............... | ............... |
| Fui abandonado/a pela minha mãe no dia em que fiz 12 anos | Nuno 2                 | ............... | ............... |
| Somos o casal escolhido pela Voz                          | Bruno e Jéssica 2, 3   | Wilson          | Dia 11          |
| Sobrevivi a um terramoto                                  | Cláudio                | Jéssica         | Dia 95          |
| Somos um ex-casal                                         | Alexandra e Fábio 2, 3 | Arnaldo         | Dia 5           |
| Fui pai/mãe aos 15 anos                                   | Cátia Marisa 1         | ............... | ............... |
| Somos um casal verdadeiro                                 | Rúben e Tatiana 2, 3   | Ana             | Dia 10          |
| Dormi na cama com os meus pais até aos 16 anos            | Sandra 2               | ............... | ............... |
| Levei um tiro                                             | Arnaldo 1              | ............... | ............... |
| Perdi a virgindade aos 12 anos                            | Jean Mark 2            | Mara            | Dia 101         |
| O/A meu/minha irmão/irmã gémeo/a está na casa             | Mara e Petra 2         | Nuno            | Dia 75          |
| Fui vítima de trabalho infantil                           | Vanessa 2              | ............... | ............... |
| Somos cúmplices da Voz                                    | Daniela e Nicole 2, 3  | Ana             | Dia 18          |
| Sou o segredo da Casa                                     | Rui 1                  | ............... | ............... |

Legenda
 1 - O/A concorrente saiu da casa antes do segredo ter sido descoberto pelos companheiros e foi revelado no exterior pelo(a) próprio(a) ou na Gala semanal pela apresentadora.
 2 - O segredo foi revelado pelo concorrente na Gala semanal.
 3 - O segredo foi descoberto na casa por um concorrente.

### Tentativas de descobertas de segredos
Na 3ª edição da Casa dos Segredos o botão dos segredos soou 39 vezes.
| Segredo                                                      | Concorrente       | Quem pensa que descobriu | Data da tentativa |
| ------------------------------------------------------------ | ----------------- | ------------------------ | ----------------- |
| Somos irmãos                                                 | Alexandra e Fábio | Wilson                   | 18 de Setembro    |
| "Tive um acidente de avião e sobrevivi"                      | Jean Mark         | Petra                    | 19 de Setembro    |
| "Sou um fenómeno mundial na internet"                        | Hélio             | Fábio                    | 20 de Setembro    |
| "Já tive ou tenho um caso com uma figura pública"            | Petra             | Bruno                    | 20 de Setembro    |
| Somos um ex-casal                                            | Alexandra e Fábio | Arnaldo                  | 20 de Setembro    |
| "Sou adotada"6                                               | Tatiana           | Rúben                    | 21 de Setembro    |
| "Somos irmãs"7                                               | Mara e Petra      | Jean Mark                | 21 de Setembro    |
| "Somos um casal verdadeiro"                                  | Rúben e Tatiana   | Ana                      | 25 de Setembro    |
| "Somos um casal falso"                                       | Jéssica e Bruno   | Wilson                   | 26 de Setembro    |
| "Somos as Cúmplices da Voz"                                  | Daniela & Nicole  | Ana                      | 3 de Outubro      |
| "Somos um casal falso"                                       | Mara e Petra      | Ana                      | 8 de Outubro      |
| "Retiraram-me um filho para adoção"                          | Ana               | Hélio                    | 10 de Outubro     |
| "Sou prima do Cristiano Ronaldo"                             | Mara              | Nuno                     | 11 de Outubro     |
| "Estive presa numa prisão na Venezuela"                      | Joana             | Wilson                   | 15 de Outubro     |
| "Sou cúmplice da voz"                                        | Sandra            | Ana                      | 19 de Outubro     |
| "Eu tive uma relação lésbica secreta"8                       | Mara              | Petra                    | 19 de Outubro     |
| "Tenho um transtorno obssessivo-compulsivo"                  | Sandra            | Wilson                   | 23 de Outubro     |
| "Somos um ex casal lésbico"                                  | Mara e Petra      | Sandra                   | 24 de Outubro     |
| "Sou acompanhante de luxo"                                   | Cláudio           | Hélio                    | 25 de Outubro     |
| "Sou bissexual"                                              | Ana               | Mara                     | 25 de Outubro     |
| "Sou fruto de um milagre"                                    | Sandra            | Fábio                    | 26 de Outubro     |
| "Sofri maus tratos por parte do meu pai"                     | Vanessa           | Sandra                   | 2 de Novembro     |
| "Já tive ou tenho um relacionamento com o Cristiano Ronaldo" | Mara              | Ana                      | 2 de Novembro     |
| "Tenho um vídeo intimo que se tornou publico"                | Mara              | Jéssica                  | 6 de Novembro     |
| "Fui vítima de violência doméstica"9                         | Nuno              | Cláudio                  | 13 de Novembro    |
| "Tenho um pai milionário"10                                  | Nuno              | Ana                      | 15 de Novembro    |
| "Sou virgem"                                                 | Vanessa           | Alexandra                | 16 de Novembro    |
| "Sou o cúmplice da Voz"                                      | Jean Mark         | Ana                      | 16 de Novembro    |
| "Tive um relacionamento secreto com uma estrela milionária"  | Petra             | Ana                      | 20 de Novembro    |
| "Eu já sobrevivi a um ataque de um tubarão"                  | Nuno              | Jean Mark                | 20 de Novembro    |
| "Já fui acusado de abuso sexual"                             | Cláudio           | Rúben                    | 23 de Novembro    |
| "Sou virgem"                                                 | Jean Mark         | Nuno                     | 24 de Novembro    |
| "Somos irmãs adotadas"                                       | Mara e Petra      | Jéssica                  | 27 de Novembro    |
| "Somos irmãs gémeas falsas"                                  | Mara e Petra      | Nuno                     | 29 de Novembro    |
| "Já fui julgado por assalto à mão armada"                    | Cláudio           | Tatiana                  | 8 de Dezembro     |
| "Eu cometi um crime"                                         | Cláudio           | Jean Mark                | 11 de Dezembro    |
| "Fui detido na europa de leste"                              | Cláudio           | Fábio                    | 14 de Dezembro    |
| "Sobrevivi a um terramoto"                                   | Cláudio           | Jéssica                  | 19 de Dezembro    |
| "Perdi a virgindade aos 12 anos"                             | Jean Mark         | Mara                     | 25 de Dezembro    |

Legenda
     Está certo
     Carregou no botão, mas não jogou
     Está errado
- Nota 6: Rúben tentou descobrir o segredo de Tatiana para desviar as atenções do verdadeiro segredo de ambos: "somos um casal verdadeiro".
- Nota 10: Após Ana ter descoberto que Nuno estava em missão (fazer os outros carregar no seu segredo), a Voz quis pregar uma partida a Nuno e, por isso, metade do dinheiro do Nuno foi transferido para a conta da Ana, quando supostamente seria ao contrário, se não houvesse uma contramissão.

## Saldos
Cada um dos 22 concorrentes (Daniela e Nicole partilham a mesma conta) entrou na Casa com 10 000 €. Precisará desse dinheiro para tentar adivinhar os segredos dos residentes.
Para ganhar dinheiro os concorrentes têm que ter sucesso na execução das missões propostas pela "Voz", e perderão dinheiro se falharem no objectivo da missão, se violarem algum mandamento da "Voz" ou não obedecerem a alguma ordem da "Voz".
| Concorrente  | Dia 1    | Sem 1    | Sem 2    | Sem 3    | Sem 4    | Sem 5    | Sem 6    | Sem 7    | Sem 8    | Sem 9   | Sem 10   | Sem 11   | Sem 12   | Sem 13   | Sem 14   | Final              |
| ------------ | -------- | -------- | -------- | -------- | -------- | -------- | -------- | -------- | -------- | ------- | -------- | -------- | -------- | -------- | -------- | ------------------ |
| Rúben        | 10 000 € | 0 €      | 1 800 €  | 2 800 €  | 1 000 €  | 0 €      | 13 600 € | 3 400 €  | 5 900 €  | 4 000 € | 8 300 €  | 4 800 €  | 15 400 € | 11 100 € | 7 700 €  | 4 200 € + 50 000 € |
| Mara         | 10 000 € | 15 700 € | 14 200 € | 14 200 € | 25 500 € | 37 700 € | 52 900 € | 14 500 € | 18 750 € | 8 750 € | 10 500 € | 0 €      | 3 600 €  | 3 400 €  | 6 050 €  | 7 200 €            |
| Jean Mark    | 10 000 € | 11 200 € | 12 200 € | 11 800 € | 12 200 € | 15 600 € | 4 400 €  | 1 100 €  | 0 €      | 0 €     | 11 800 € | 8 600 €  | 14 200 € | 6 500 €  | 7 500 €  | 4 100 €            |
| Cláudio      | 10 000 € | 3 700 €  | 2 200 €  | 1 300 €  | 8 500 €  | 11 800 € | 16 600 € | 4 200 €  | 3 800 €  | 0 €     | 7 800 €  | 8 500 €  | 11 800 € | 13 500 € | 0 €      | 3 800 €            |
| Jéssica      | 10 000 € | 1 800 €  | 0 €      | 900 €    | 700 €    | 0 €      | 2 300 €  | 2 600 €  | 1 050 €  | 550 €   | 6 100 €  | 2 600 €  | 2 500 €  | 7 800 €  | 10 200 € | 5 900 €            |
| Tatiana      | 10 000 € | 0 €      | 200 €    | 200 €    | 0 €      | 0 €      | 6 000 €  | 1 500 €  | 1 050 €  | 0 €     | 4 300 €  | 4 300 €  | 3 000 €  | 1 400 €  | 1 550 €  |                    |
| Alexandra    | 10 000 € | 800 €    | 400 €    | 2 400 €  | 1 400 €  | 900 €    | 0 €      | 0 €      | 0 €      | 0 €     | 5 600 €  | 5 600 €  | 4 700 €  | 300 €    | 50 €     |                    |
| Fábio        | 10 000 € | 0 €      | 0 €      | 1 300 €  | 0 €      | 0 €      | 5 300 €  | 1 000 €  | 5 200 €  | 2 300 € | 3 700 €  | 3 700 €  | 4 600 €  | 3 500 €  |          |                    |
| Petra        | 10 000 € | 14 200 € | 14 200 € | 13 500 € | 24 400 € | 12 200 € | 13 200 € | 300 €    | 0 €      | 1 000 € | 2 900 €  | 0 €      | 4 600 €  |          |          |                    |
| Nuno         | 10 000 € | 300 €    | 0 €      | 2 900 €  | 2 800 €  | 0 €      | 0 €      | 0 €      | 0 €      | 1 150 € | 17 700 € | 28 300 € |          |          |          |                    |
| Ana          | 10 000 € | 30 900 € | 31 600 € | 32 700 € | 30 500 € | 41 100 € | 9 800 €  | 1 800 €  | 0 €      | 150 €   | 3 300 €  |          |          |          |          |                    |
| Vanessa      | 10 000 € | 10 600 € | 10 100 € | 11 500 € | 12 200 € | 12 400 € | 19 500 € | 6 800 €  | 1 600 €  | 3 100 € |          |          |          |          |          |                    |
| Hélio        | 10 000 € | 1 700 €  | 2 900 €  | 7 700 €  | 4 900 €  | 4 400 €  | 6 300 €  | 1 600 €  | 0 €      |         |          |          |          |          |          |                    |
| Wilson       | 10 000 € | 7 200 €  | 14 900 € | 17 300 € | 18 600 € | 9 300 €  | 7 800 €  | 0 €      | 0 €      |         |          |          |          |          |          |                    |
| Sandra       | 10 000 € | 0 €      | 300 €    | 2 800 €  | 1 100 €  | 15 200 € | 20 200 € | 2 300 €  |          |         |          |          |          |          |          |                    |
| Bruno        | 10 000 € | 5 600 €  | 3 000 €  | 9 200 €  | 4 400 €  | 0 €      | 1 000 €  |          |          |         |          |          |          |          |          |                    |
| Joana        | 10 000 € | 10 400 € | 10 200 € | 11 200 € | 11 400 € | 7 700 €  |          |          |          |         |          |          |          |          |          |                    |
| Arnaldo      | 10 000 € | 800 €    | 800 €    | 1 800 €  | 1 500 €  |          |          |          |          |         |          |          |          |          |          |                    |
| Daniela      | 10 000 € | 0 €      | 1 100 €  | 0 €      |          |          |          |          |          |         |          |          |          |          |          |                    |
| Nicole       | 10 000 € | 0 €      | 1 100 €  | 0 €      |          |          |          |          |          |         |          |          |          |          |          |                    |
| Rui          | 10 000 € | 0 €      | 0 €      |          |          |          |          |          |          |         |          |          |          |          |          |                    |
| Cátia Marisa | 10 000 € | 10 200 € |          |          |          |          |          |          |          |         |          |          |          |          |          |                    |
| Tracy        | 10 000 € |          |          |          |          |          |          |          |          |         |          |          |          |          |          |                    |

Legenda
     - Perdeu dinheiro
     - Manteve o dinheiro
     - Aumentou o dinheiro
     - Dinheiro que levou para casa

## Recordes da edição
| Número de concorrentes                                     | 22                                                         |
| Concorrente nunca nomeado(a)                               | Jéssica                                                    |
| Concorrente mais vezes nomeado(a)                          | Petra - 5 nomeações                                        |
| Concorrente que mais "sobreviveu" às nomeações             | Jean Mark, Mara e Petra - "sobreviveram" a 4 nomeações     |
| Concorrente mais vezes imune                               | Rúben - 2 imunidades                                       |
| Concorrente eliminado(a) com menor percentagem             | Tracy - 19% para expulsar, contra 11 concorrentes          |
| Concorrente eliminado(a) com maior percentagem             | Daniela & Nicole - 85% para expulsar, contra 1 concorrente |
| Nomeado(a) com menor percentagem de voto                   | Mara - 2% para expulsar, contra 2 concorrentes             |
| Expulsões                                                  | 1 - Wilson                                                 |
| Finalista com mais dinheiro na final                       | Mara - 7.200 €                                             |
| Finalista com menos dinheiro na final                      | Cláudio - 4.100 €                                          |
| Concorrente com mais dinheiro numa semana                  | Mara - 52.900 € (6.ª semana)                               |
| Concorrente com menos dinheiro numa semana (excluindo 0 €) | Alexandra - 50 € (14.ª semana)                             |

## Audiências
A final da 3.ª edição do Secret Story - Casa dos Segredos obteve um pico máximo de 25,2% de rating e de 74,0% de share.